# Борщевик лигустиколистный
Борщевик лигустиколистный (лат. Heracleum ligusticifolium) — двулетнее или многолетнее травянистое растение; вид рода Борщевик (Heracleum) семейства Зонтичные (Apiaceae), произрастающий в горных районах Крымского полуострова.

## Ботаническое описание
Двулетнее или многолетнее травянистое растение с веретеновидным корнем. Стебли 40-80 см в высоту, от основания ветвистые, красноватые, глубоко борздчатые, мягко оттопырено опушенные. Листья рассеянно опушенные или почти голые, перисто-сложные, нижние на длинных черешках, из 2-3 пар почти округлых сегментов, верхние — уменьшенные, сидячие. Зонтики без обертки, из 12-15 лучей. Оберточка из 2-3 мелких, линейных листочков. Цветки белые, завязь густо и оттопыренно опушенная, зубцы чашечки ясно заметные, треугольные, краевые цветки в зонтиках увеличенные, внешние лепестки краевых цветков 5-6 мм в длину, двулопастные, лопасти широкие.
Цветет в мае-июле, плодоносит в июле-сентябре. Плод — вислоплодник, 9-10 мм в длину и 5-6 мм в ширину, покрытый редкими тонкими волосками.

## Распространение
Эндемик южного берега Крыма.
Произрастает преимущественно в верхнем высотном поясе на подвижных и зарастающих известняковых осыпях, на открытых и поросших буковым лесом склонах яйл. Очень редко встречается на осыпях и глыбовых навалах нижнего пояса.

## Охранный статус
Вид внесен в Красную книгу Республики Крым и города Севастополь. Ранее включался в Красную книгу Украины.
Страдает от природной низкой численности популяций, возможных резких изменений климата, уничтожения или повреждения растений при чрезмерной рекреационной нагрузке или в результате действия случайных факторов.
Охраняется на территории Ялтинского горно-лесного и Крымского природных заповедников,
памятника природы «Кучук-Ламбатский каменный хаос». Необходим мониторинг состояния популяций. Рекомендуется введение в культуру, создание банка семян.

## Применение
Декоративное, противоэрозионное и почвозащитное растение.